# Вердер (Альтентрептов)
Вердер (нем. Werder) — коммуна (Gemeinde) в Германии, в земле Мекленбург-Передняя Померания.
Входит в состав района Деммин. Подчиняется управлению Трептовер Толлензевинкель. Население составляет 583 человека (на 31 декабря 2010 года). Занимает площадь 29,99 км².
Коммуна подразделяется на 3 сельских округа.